# Orthopantomogram

Maken van een orthopantomogram

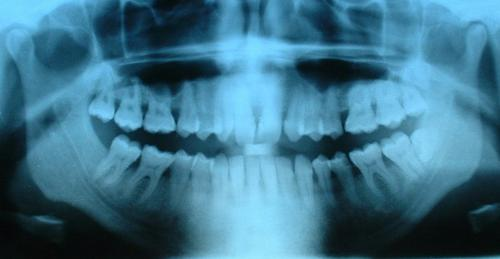
Orthopantomogram

Een orthopantomogram (in de kaakchirurgie en tandheelkunde OPT, in de radiologie OPG geheten) is een röntgenfoto van de gehele kaak, inclusief de kaakgewrichten, die zo wordt genomen dat alle tanden en kiezen daarop te zien zijn. Zowel de röntgengevoelige plaat als het röntgenapparaat draaien om het hoofd van de patiënt. Het hoofd van de patiënt wordt daarom gefixeerd.